# گاس، پسرعموی دانلد
گاس، پسرعموی دانلد (Donald's Cousin Gus) یک کارتون اثر والت دیزنی است که در ۱۹ مه ۱۹۳۹ میلادی به نمایش درآمد. 

## چکیده داستان
گاس گوس، پسر عموی پرخور و شکموی دانلد داک برای دیدار دانلد به خانه‌اش می‌آید و...